# Дулесовское (сельское поселение)
Дулесовское — упразднённое муниципальное образование со статусом сельского поселения в Сарапульском районе Удмуртии Российской Федерации.
Административный центр — деревня Дулесово.
25 июня 2021 года упразднено в связи с преобразованием муниципального района в муниципальный округ.

## Населённые пункты и население
В состав поселения входит 4 населенных пункта:
- деревня Дулесово — 736
- деревня Макшаки — 39
- деревня Смолино — 71
- село Яромаска — 177

Численность населения — 1047, в том числе
- детей до 18 лет — 214
- пенсионеров — 197
- избирателей — 833
- молодёжи (до 30 лет) — 474

Молодых семей — 20
Занятость — 300
В том числе работающих в бюджетной сфере — 65
Численность безработных — 16

## Социальная сфера
Депутатский корпус — 7, депутат села Яромаска, Муниципального образования «Дулесовское» — Шакирзянов Марс Васильевич.
Школа (средняя в д. Дулесово. 64 чел.) — 1
Дошкольное учреждение (в д. Дулесово. 30 чел.) — 1
ФАП — 1
Клуб — 1
Библиотека — 1

## Исторические объекты
Храм Успения Божией Матери в селе Яромаска. Сооружен в 1834 году в селе Яромаска Сарапульского уезда, в 1941 году храм был закрыт, так как пришел в разрушенное состояние.
Внешне отреставрирован в 2008 году, без работ по внутреннему убранству церкви.
Настоятель: митрофорный протоиерей Владимир

## Интересный факт
Село Яромаска использовалось для натурных съёмок фильма «Волга, Волга».